# Fredrik Jensen
Hans Fredrik Jensen (Porvoo, 9 settembre 1997) è un calciatore finlandese, centrocampista dell'Arīs Salonicco e della nazionale finlandese.

## Carriera

### Club

#### Inizi e Twente
Inizia a giocare a calcio nell'HJK, rimanendovi fino a fine 2014. Nel 2015 si trasferisce nei Paesi Bassi al Twente. Debutta il 6 agosto 2016 nella prima giornata di Eredivisie, persa per 2-1 in casa contro l'Excelsior, giocando titolare e venendo sostituito al 67'. Segna la prima rete il 12 febbraio, al ritorno contro lo stesso avversario in campionato, realizzando il definitivo 1-1 al 35'. Alla prima stagione gioca anche nella squadra B in Tweede Divisie, terza serie olandese.

### Nazionale
Inizia a giocare nelle Nazionali giovanili finlandesi nel 2012, a 15 anni non ancora compiuti, disputando, fino al 2014, 6 gare con l'Under-17, di cui 2 nelle qualificazioni all'Europeo di categoria 2014. Nel 2015 passa in Under-18, dove gioca 4 amichevoli, e in Under-19, ottenendo 2 apparizioni, entrambe nelle qualificazioni all'Europeo 2016. Il 2 settembre 2016 esordisce in Under-21, nelle qualificazioni all'Europeo 2017, in casa a Vaasa contro l'Austria, entrando al 46' e perdendo per 1-0. Il 28 marzo 2017 debutta in Nazionale maggiore, in un'amichevole in trasferta ad Innsbruck contro l'Austria, entrando al 59' e segnando la rete del definitivo 1-1 al 76'.

## Statistiche

### Presenze nei club
Statistiche aggiornate al 31 marzo 2024.
| Stagione        | Squadra         | Campionato      | Campionato | Campionato | Coppe nazionali | Coppe nazionali | Coppe nazionali | Coppe continentali | Coppe continentali | Coppe continentali | Altre coppe | Altre coppe | Altre coppe | Totale | Totale | Totale |
| Stagione        | Squadra         | Comp            | Pres       | Reti       | Comp            | Pres            | Reti            | Comp               | Pres               | Reti               | Comp        | Pres        | Reti        | Pres   | Reti   |        |
| --------------- | --------------- | --------------- | ---------- | ---------- | --------------- | --------------- | --------------- | ------------------ | ------------------ | ------------------ | ----------- | ----------- | ----------- | ------ | ------ | ------ |
| 2016-2017       | Twente II       | TD              | 4          | 1          | -               | -               | -               | -                  | -                  | -                  | -           | -           | -           | 4      | 1      |        |
| 2016-2017       | Twente          | ED              | 25         | 4          | CO              | 1               | 0               | -                  | -                  | -                  | -           | -           | -           | 26     | 4      |        |
| 2017-2018       | Twente          | ED              | 30         | 5          | CO              | 4               | 0               | -                  | -                  | -                  | -           | -           | -           | 34     | 5      |        |
| Totale Twente   | Totale Twente   | Totale Twente   | 55         | 9          |                 | 5               | 0               |                    | -                  | -                  |             | -           | -           | 60     | 9      |        |
| 2018-2019       | Augusta         | BL              | 6          | 0          | CG              | 3               | 0               | -                  | -                  | -                  | -           | -           | -           | 9      | 0      |        |
| 2019-2020       | Augusta         | BL              | 10         | 1          | CG              | 1               | 0               | -                  | -                  | -                  | -           | -           | -           | 11     | 1      |        |
| 2020-2021       | Augusta         | BL              | 13         | 0          | CG              | 1               | 2               | -                  | -                  | -                  | -           | -           | -           | 14     | 2      |        |
| 2021-2022       | Augusta         | BL              | 12         | 0          | CG              | 1               | 1               | -                  | -                  | -                  | -           | -           | -           | 13     | 1      |        |
| 2022-2023       | Augusta         | BL              | 20         | 2          | CG              | 1               | 1               | -                  | -                  | -                  | -           | -           | -           | 21     | 3      |        |
| 2023-2024       | Augusta         | BL              | 22         | 2          | CG              | 0               | 0               | -                  | -                  | -                  | -           | -           | -           | 22     | 2      |        |
| Totale Augsburg | Totale Augsburg | Totale Augsburg | 83         | 5          |                 | 7               | 4               |                    | -                  | -                  |             | -           | -           | 90     | 9      |        |
| Totale carriera | Totale carriera | Totale carriera | 142        | 15         |                 | 12              | 4               |                    | -                  | -                  |             | -           | -           | 132    | 19     |        |

### Cronologia presenze e reti in nazionale
| Cronologia completa delle presenze e delle reti in nazionale ― Finlandia | Cronologia completa delle presenze e delle reti in nazionale ― Finlandia | Cronologia completa delle presenze e delle reti in nazionale ― Finlandia | Cronologia completa delle presenze e delle reti in nazionale ― Finlandia | Cronologia completa delle presenze e delle reti in nazionale ― Finlandia | Cronologia completa delle presenze e delle reti in nazionale ― Finlandia | Cronologia completa delle presenze e delle reti in nazionale ― Finlandia | Cronologia completa delle presenze e delle reti in nazionale ― Finlandia |
| Data                                                                     | Città                                                                    | In casa                                                                  | Risultato                                                                | Ospiti                                                                   | Competizione                                                             | Reti                                                                     | Note                                                                     |
| ------------------------------------------------------------------------ | ------------------------------------------------------------------------ | ------------------------------------------------------------------------ | ------------------------------------------------------------------------ | ------------------------------------------------------------------------ | ------------------------------------------------------------------------ | ------------------------------------------------------------------------ | ------------------------------------------------------------------------ |
| 28-3-2017                                                                | Innsbruck                                                                | Austria                                                                  | 1 – 1                                                                    | Finlandia                                                                | Amichevole                                                               | 1                                                                        | 59’                                                                      |
| 7-6-2017                                                                 | Turku                                                                    | Finlandia                                                                | 1 – 1                                                                    | Liechtenstein                                                            | Amichevole                                                               | -                                                                        | 54’                                                                      |
| 11-6-2017                                                                | Tampere                                                                  | Finlandia                                                                | 1 – 2                                                                    | Ucraina                                                                  | Qual. Mondiali 2018                                                      | -                                                                        | 68’                                                                      |
| 5-9-2017                                                                 | Scutari                                                                  | Kosovo                                                                   | 0 – 1                                                                    | Finlandia                                                                | Qual. Mondiali 2018                                                      | -                                                                        | 54’                                                                      |
| 9-11-2017                                                                | Helsinki                                                                 | Finlandia                                                                | 3 – 0                                                                    | Estonia                                                                  | Amichevole                                                               | -                                                                        | 46’                                                                      |
| 26-3-2018                                                                | Belek                                                                    | Finlandia                                                                | 5 – 0                                                                    | Malta                                                                    | Amichevole                                                               | 1                                                                        |                                                                          |
| 15-11-2018                                                               | Atene                                                                    | Grecia                                                                   | 1 – 0                                                                    | Finlandia                                                                | UEFA Nations League 2018-2019 - 1º turno                                 | -                                                                        | 74’                                                                      |
| 26-3-2019                                                                | Erevan                                                                   | Armenia                                                                  | 0 – 2                                                                    | Finlandia                                                                | Qual. Euro 2020                                                          | 1                                                                        | 69’                                                                      |
| 5-9-2019                                                                 | Tampere                                                                  | Finlandia                                                                | 1 – 0                                                                    | Grecia                                                                   | Qual. Euro 2020                                                          | -                                                                        | 87’                                                                      |
| 15-10-2019                                                               | Turku                                                                    | Finlandia                                                                | 3 – 0                                                                    | Armenia                                                                  | Qual. Euro 2020                                                          | 1                                                                        | 53’                                                                      |
| 18-11-2019                                                               | Amarousio                                                                | Grecia                                                                   | 2 – 1                                                                    | Finlandia                                                                | Qual. Euro 2020                                                          | -                                                                        | 77’                                                                      |
| 3-9-2020                                                                 | Helsinki                                                                 | Finlandia                                                                | 0 – 1                                                                    | Galles                                                                   | UEFA Nations League 2020-2021 - 1º turno                                 | -                                                                        | 71’                                                                      |
| 6-9-2020                                                                 | Dublino                                                                  | Irlanda                                                                  | 0 – 1                                                                    | Finlandia                                                                | UEFA Nations League 2020-2021 - 1º turno                                 | 1                                                                        | 63’                                                                      |
| 7-10-2020                                                                | Danzica                                                                  | Polonia                                                                  | 5 – 1                                                                    | Finlandia                                                                | Amichevole                                                               | -                                                                        | 82’                                                                      |
| 11-10-2020                                                               | Helsinki                                                                 | Finlandia                                                                | 2 – 0                                                                    | Bulgaria                                                                 | UEFA Nations League 2020-2021 - 1º turno                                 | 1                                                                        | 65’                                                                      |
| 14-10-2020                                                               | Helsinki                                                                 | Finlandia                                                                | 1 – 0                                                                    | Irlanda                                                                  | UEFA Nations League 2020-2021 - 1º turno                                 | 1                                                                        | 42’ 86’                                                                  |
| 29-5-2021                                                                | Solna                                                                    | Svezia                                                                   | 2 – 0                                                                    | Finlandia                                                                | Amichevole                                                               | -                                                                        | 62’                                                                      |
| 4-6-2021                                                                 | Helsinki                                                                 | Finlandia                                                                | 0 – 1                                                                    | Estonia                                                                  | Amichevole                                                               | -                                                                        | 46’                                                                      |
| 16-6-2021                                                                | San Pietroburgo                                                          | Finlandia                                                                | 0 – 1                                                                    | Russia                                                                   | Euro 2020 - 1º turno                                                     | -                                                                        | 85’                                                                      |
| 21-6-2021                                                                | San Pietroburgo                                                          | Finlandia                                                                | 0 – 2                                                                    | Belgio                                                                   | Euro 2020 - 1º turno                                                     | -                                                                        | 90+1’                                                                    |
| 1-9-2021                                                                 | Helsinki                                                                 | Finlandia                                                                | 0 – 0                                                                    | Galles                                                                   | Amichevole                                                               | -                                                                        | 64’                                                                      |
| 4-9-2021                                                                 | Helsinki                                                                 | Finlandia                                                                | 1 – 0                                                                    | Kazakistan                                                               | Qual. Mondiali 2022                                                      | -                                                                        | 80’                                                                      |
| 7-9-2021                                                                 | Décines-Charpieu                                                         | Francia                                                                  | 2 – 0                                                                    | Finlandia                                                                | Qual. Mondiali 2022                                                      | -                                                                        | 73’                                                                      |
| 12-10-2021                                                               | Astana                                                                   | Kazakistan                                                               | 0 – 2                                                                    | Finlandia                                                                | Qual. Mondiali 2022                                                      | -                                                                        | 33’                                                                      |
| 13-11-2021                                                               | Zenica                                                                   | Bosnia ed Erzegovina                                                     | 1 – 3                                                                    | Finlandia                                                                | Qual. Mondiali 2022                                                      | -                                                                        | 80’                                                                      |
| 23-9-2022                                                                | Helsinki                                                                 | Finlandia                                                                | 1 – 1                                                                    | Romania                                                                  | UEFA Nations League 2022-2023 - 1º turno                                 | -                                                                        | 57’                                                                      |
| 17-11-2023                                                               | Helsinki                                                                 | Finlandia                                                                | 4 – 0                                                                    | Irlanda del Nord                                                         | Qual. Euro 2024                                                          | -                                                                        | 60’                                                                      |
| 20-11-2023                                                               | Serravalle                                                               | San Marino                                                               | 1 – 2                                                                    | Finlandia                                                                | Qual. Euro 2024                                                          | -                                                                        | 79’                                                                      |
| 21-3-2024                                                                | Cardiff                                                                  | Galles                                                                   | 4 – 1                                                                    | Finlandia                                                                | Qual. Euro 2024                                                          | -                                                                        | 78’                                                                      |
| 26-3-2024                                                                | Helsinki                                                                 | Finlandia                                                                | 2 – 1                                                                    | Estonia                                                                  | Amichevole                                                               | 1                                                                        |                                                                          |
| 7-9-2024                                                                 | Il Pireo                                                                 | Grecia                                                                   | 3 – 0                                                                    | Finlandia                                                                | UEFA Nations League 2024-2025 - 1º turno                                 | -                                                                        | 62’                                                                      |
| 10-9-2024                                                                | Londra                                                                   | Inghilterra                                                              | 2 – 0                                                                    | Finlandia                                                                | UEFA Nations League 2024-2025 - 1º turno                                 | -                                                                        | 62’                                                                      |
| 13-10-2024                                                               | Helsinki                                                                 | Finlandia                                                                | 1 – 3                                                                    | Inghilterra                                                              | UEFA Nations League 2024-2025 - 1º turno                                 | -                                                                        | 75’                                                                      |
| 21-3-2025                                                                | Ta' Qali                                                                 | Malta                                                                    | 0 – 1                                                                    | Finlandia                                                                | Qual. Mondiali 2026                                                      | -                                                                        |                                                                          |
| 7-6-2025                                                                 | Helsinki                                                                 | Finlandia                                                                | 0 – 2                                                                    | Paesi Bassi                                                              | Qual. Mondiali 2026                                                      | -                                                                        | 55’                                                                      |
| 10-6-2025                                                                | Helsinki                                                                 | Finlandia                                                                | 2 – 1                                                                    | Polonia                                                                  | Qual. Mondiali 2026                                                      | -                                                                        | 63’                                                                      |
| Totale                                                                   |                                                                          | Presenze                                                                 | 36                                                                       |                                                                          | Reti                                                                     | 8                                                                        |                                                                          |

| Cronologia completa delle presenze e delle reti in nazionale ― Finlandia under 21 | Cronologia completa delle presenze e delle reti in nazionale ― Finlandia under 21 | Cronologia completa delle presenze e delle reti in nazionale ― Finlandia under 21 | Cronologia completa delle presenze e delle reti in nazionale ― Finlandia under 21 | Cronologia completa delle presenze e delle reti in nazionale ― Finlandia under 21 | Cronologia completa delle presenze e delle reti in nazionale ― Finlandia under 21 | Cronologia completa delle presenze e delle reti in nazionale ― Finlandia under 21 | Cronologia completa delle presenze e delle reti in nazionale ― Finlandia under 21 |
| Data                                                                              | Città                                                                             | In casa                                                                           | Risultato                                                                         | Ospiti                                                                            | Competizione                                                                      | Reti                                                                              | Note                                                                              |
| --------------------------------------------------------------------------------- | --------------------------------------------------------------------------------- | --------------------------------------------------------------------------------- | --------------------------------------------------------------------------------- | --------------------------------------------------------------------------------- | --------------------------------------------------------------------------------- | --------------------------------------------------------------------------------- | --------------------------------------------------------------------------------- |
| 2-9-2016                                                                          | Vaasa                                                                             | Finlandia under 21                                                                | 0 – 1                                                                             | Austria under 21                                                                  | Qual. Europeo Under-21 2017                                                       | -                                                                                 | 46’                                                                               |
| 6-9-2016                                                                          | Seinäjoki                                                                         | Finlandia under 21                                                                | 0 – 1                                                                             | Germania under 21                                                                 | Qual. Europeo Under-21 2017                                                       | -                                                                                 | 86’                                                                               |
| 7-10-2016                                                                         | Helsinki                                                                          | Finlandia under 21                                                                | 0 – 0                                                                             | Azerbaigian under 21                                                              | Qual. Europeo Under-21 2017                                                       | -                                                                                 |                                                                                   |
| 11-10-2016                                                                        | Chimki                                                                            | Russia under 21                                                                   | 1 – 1                                                                             | Finlandia under 21                                                                | Qual. Europeo Under-21 2017                                                       | -                                                                                 |                                                                                   |
| 24-3-2017                                                                         | San Pedro del Pinatar                                                             | Paesi Bassi under 21                                                              | 2 – 0                                                                             | Finlandia under 21                                                                | Amichevole                                                                        | -                                                                                 | 68’                                                                               |
| Totale                                                                            |                                                                                   | Presenze                                                                          | 5                                                                                 |                                                                                   | Reti                                                                              | 0                                                                                 |                                                                                   |